# Lago Šakša
Il lago Šakša (in russo озеро Шакша?) o Šakšinskoe (Шакшинское; in buriato: Шагша нуур, Šagša nuur) è un lago della Russia, situato nel Territorio della Transbajkalia, a sud dell'Altopiano del Vitim. Fa parte del sistema di laghi Ivano-Arachlej e segue per grandezza il lago Arachlej che è il maggiore del gruppo. Appartiene al bacino del fiume Selenga. I laghi si estendono lungo la depressione tettonica tra le catene de monti Jablonovyj e Osinovyj (Осиновый).
Il Šakša si trova a sud-ovest del lago Arachlej, dal quale è separato da un basso istmo largo 1,2 km. È collegato all'Arachlej dal torrente Choloj (tuttavia, il deflusso superficiale è presente solo negli anni con livelli d'acqua elevati). Si trova ad un'altitudine di 964 m sul livello del mare. Misura 10,8 km di lunghezza per 6,5 km di larghezza. La sua superficie è di 53,6 km²; la profondità massima è 6,2 m.